# Cubaris tamarensis
Cubaris tamarensis là một loài chân đều trong họ Armadillidae. Loài này được Green miêu tả khoa học năm 1961.